# Bijzondere jeugdbijstand
De bijzondere jeugdbijstand regelt in Vlaanderen die aangelegenheden van de jeugdbescherming in België, waarvoor de bevoegdheid in 1980 door de Bijzondere Wet tot Hervorming der Instellingen, werd toevertrouwd aan de Vlaamse Gemeenschap.
Sinds 1 mei 1990 wordt de bijzondere jeugdbijstand geregeld door het Besluit van de Vlaamse Regering van 4 april 1990 tot coördinatie van de decreten inzake bijzondere jeugdbijstand.

## Bevoegdheden
Tot de bijzondere jeugdbijstand behoort de regelgeving met betrekking tot de comités voor bijzondere jeugdzorg, de bemiddeling inzake bijzondere jeugdbijstand, de gerechtelijke jeugdbijstand en de voortzetting van de hulpverlening bij meerderjarigheid op achttien jaar.
Dit betekent dat de bijzondere jeugdbijstand de regelgeving omvat over:
- de vrijwillige jeugdhulpverlening in problematische opvoedingssituaties (POS), wat in zijn totaliteit tot de bevoegdheid van de Vlaamse Gemeenschap behoort.
- de gedwongen of gerechtelijke hulpverlening voor wat betreft:
  - het gerechtelijk optreden bij een POS
  - de opgave en uitvoering van afdwingbare pedagogische maatregelen in een POS
  - de uitvoering van afdwingbare pedagogische maatregelen ten aanzien van jongeren die een als misdrijf omschreven feit hebben gepleegd

De federale overheid behoudt haar bevoegdheid over:
- de opgave van maatregelen ten aanzien van "delinquente jongeren" of jongeren die een als misdrijf omschreven feit hebben gepleegd.
- de maatregelen ten aanzien van de ouders ter bescherming van de minderjarigen: de ontzetting uit de ouderlijke macht en het toezicht op sociale uitkeringen die onder het toezicht blijven van de federale overheid.

## Organisatie

### Verwijzende instanties
- Per bestuurlijk arrondissement werd een Comité voor bijzondere jeugdzorg opgericht. Deze comités zijn in feite de voortzetting van de twintig jaar eerder opgerichte jeugdbeschermingscomités. Hun voornaamste opdracht bestaat erin vrijwillige hulpverlening te organiseren voor kinderen of jongeren en hun ouders in problematische opvoedingssituaties (POS).
- De Jeugdrechtbank kan afdwingbare pedagogische maatregelen opleggen. In elk gerechtelijk arrondissement organiseert de autonome sociale dienst van de Vlaamse Gemeenschap bij de jeugdrechtbank deze gerechtelijke hulpverlening. Hun werking in het kader van de bijzondere jeugdbijstand is vergelijkbaar met de werking van de sociale dienst voor bijzondere jeugdbijstand bij de Comités.

### Bemiddeling
In 1988 wordt per gerechtelijk arrondissement ook een bemiddelingscommissie voor bijzondere jeugdbijstand opgericht. Daar kunnen de minderjarige zelf, het comité, de ouders, andere hulpverleners of het parket een verzoek tot bemiddeling indienen, wanneer de vrijwillige hulpverlening in het kader van de bijzondere jeugdbijstand niet op gang komt of geblokkeerd is geraakt. De bemiddelingscommissie kan vervolgens de zaak uit handen geven of doorverwijzen naar het parket, die de zaak ten slotte aan de jeugdrechter ter beoordeling kan voorleggen. 

### Voorzieningen
De consulenten van de sociale dienst van het comité of bij de jeugdrechtbank organiseren, naast de rechtstreekse begeleidingen die ze zelf opnemen, hulpverlening die uitgevoerd wordt door de voorzieningen. Het gaat om :
- private door bijzondere jeugdbijstand erkende voorzieningen. De Minister erkent een voorziening op basis van een advies van de verwijzende instantie, van de erkenningscommissie en van de administratie. De erkende voorzieningen worden ingedeeld in:
  - categorie 1: begeleidingstehuizen. Zij nemen uitsluitend minderjarigen en jongeren op in residentieel verband;
  - categorie 2: gezinstehuizen. Zij nemen naast eigen kinderen ook minderjarigen en jongeren op in gezinsverband;
  - categorie 3: opvang-, oriëntatie- en observatiecentra. Ze nemen voor een gedeelte van hun capaciteit minderjarigen op voor observatie; voor het andere gedeelte nemen ze dag- en nacht minderjarigen op die door de politie zijn aangehouden, minderjarigen die voor korte tijd uit hun milieu moeten worden opgevangen, of minderjarigen die voorlopig niet naar een bepaalde instelling kunnen worden gebracht;
  - categorie 4: dagcentra. Zij nemen minderjarigen op tijdens bepaalde uren van de dag en begeleiden ambulant de gezinnen waartoe ze behoren;
  - categorie 5: thuisbegeleidingsdiensten begeleiden minderjarigen en de gezinnen waartoe ze behoren;
  - categorie 6: diensten voor begeleid zelfstandig wonen. Deze diensten begeleiden ambulant de minderjarigen en jongeren die zelfstandig wonen;
  - categorie 7: diensten voor pleegzorg organiseren de plaatsing van minderjarigen in pleeggezinnen.
- private voorzieningen die aan erkende voorzieningen werden gelijkgesteld (bv. wegens een erkenning in een andere zorgsector zoals Kind en Gezin enz.)
- door de Vlaamse Gemeenschap zelf georganiseerde voorzieningen:
  - Gemeenschapsinstelling voor Bijzondere Jeugdzorg De Kempen in Mol: afdelingen De Hutten (gesloten afdeling) en De Markt (halfopen afdeling)
  - Gemeenschapsinstelling voor Bijzondere Jeugdbijstand De Zande: afdelingen in Ruiselede (Bruggesteenweg 130) voor jongens (halfopen en gesloten) en in Beernem voor meisjes (gesloten afdeling).

## Integrale Jeugdhulp
Het hulpaanbod van de bijzondere jeugdbijstand maakt deel uit van de Integrale Jeugdhulp (IJH). De andere sectoren die hieraan participeren zijn het Algemeen Welzijnswerk, de Centra voor Integrale Gezinszorg, de Centra voor Geestelijke Gezondheidszorg, de Centra voor leerlingenbegeleiding, Kind en Gezin en het Vlaams Agentschap voor Personen met een Handicap.
De Integrale Jeugdhulp wordt geregeld door:
- het Decreet van 2014 betreffende de Integrale Jeugdhulp
- het Decreet betreffende de rechtspositie van de minderjarige in de integrale jeugdhulp, wat dus ook geldt voor de bijzondere jeugdbijstand, sinds 1 juli 2006.